# Carl Neuber
Carl Neuber, o Karl Neuber (Wischke, 12 maggio 1841 – Berlino, 24 gennaio 1905), è stato un presbitero tedesco, delegato del principe-vescovo per Brandeburgo e Pomerania e anche preposto di S. La chiesa di Edvige a Berlino.

## Biografia
Karl Neuber ricevette il 28 giugno 1866 l'ordinazione sacerdotale e fu poi parroco a Neunz (dal 1945: Niwnica) e dal 1868 nella parrocchia della chiesa di San Michele a Berlino. Il 22 agosto 1886 divenne parroco di San Sebastiano a Berlino. L'11 giugno 1897 fu nominato Principe-Vescovo Delegato di Brandeburgo e Pomerania e prevosto della Chiesa di S. Edvige a Berlino e il 16 dicembre 1897 la nomina della Cupola d'Onore della Cattedrale di Wroclaw. Il 23 gennaio 1905 fu nominato protonotro apostolico da Papa Pio X.Neuber consacrò, tra le altre cose, le chiese Chiesa di San Giuseppe a Berlino-Köpenick, Chiesa del Sacro Cuore a Berlino-Prenzlauer Berg o Chiesa della Santa Croce a Francoforte (Oder) e la Chiesa dell'Assunzione a Zehdenick. È sepolto nel vecchio cimitero della cattedrale di St. Hedwig.